# 桃太郎伝説シリーズ
桃太郎伝説シリーズ（ももたろうでんせつシリーズ）は、ハドソンより発売されたコンピュータRPGのシリーズ名。
「桃伝」（ももでん）という略称でも認知されている。同じ作者の別シリーズ『桃太郎電鉄』は「桃鉄」（ももてつ）と呼び、「桃伝」と区別している。
派生タイトルとして、前述のコンピュータボードゲーム『桃太郎電鉄』シリーズのほか、アクションゲーム『桃太郎活劇』などがある。
本シリーズや『桃太郎電鉄』シリーズなど、桃太郎の名が冠されたすべてのシリーズ作品の総称としては「桃太郎シリーズ」と称される。

## 概要
おとぎ話『桃太郎』を題材にしたRPGシリーズで、監督はさくまあきら、イラストは土居孝幸、音楽はサザンオールスターズの関口和之が、一部作品では「キャプテン翼J」のオープニングテーマ『Fighting!』を手掛けた宮路一昭と、ドラゴンボールの主題歌「魔訶不思議アドベンチャー!」を手掛けた池毅も音楽を担当している。
第1作目の『桃太郎伝説』はファミリーコンピュータ（ファミコン）用ソフトとして1987年10月26日にハドソンより「マル超シリーズ」のVOL.3として発売され、売上100万本を達成。なお同作はハドソン初のRPGでもある。
物語の大まかな流れは、主人公の桃太郎がイヌ、サル、キジをお供につけて鬼が島の鬼を退治するという、昔話の『桃太郎』を踏襲した内容だが、物語の中では『花咲かじいさん』や『金太郎』、『浦島太郎』など、他の昔話のキャラクターが数多く登場する。
ゲームシステムは一般的なRPGと同様だが、鬼や妖怪などが敵として登場し、レベルを「段」、経験値・MP・HPをそれぞれ「心」「技」「体」と呼び、通貨単位を「両」とするなど、和風仕立てになっている。
敵を倒すことを「こらしめる」と表現し、相手の命を奪うことはない。また、桃太郎たちの体力が0になることを「ちからつきる」と表現し、桃太郎以外に仲間がいても桃太郎が力尽きた時点で全滅扱いになる。
ギャグ要素が強く、発売当時に流行していたテレビ番組（『なるほど!ザ・ワールド』など）のネタや話題の人物を思わせるキャラクターが多く登場する。
1989年から1991年にかけては、本シリーズを元にしたテレビアニメ『桃太郎伝説 PEACHBOY LEGEND』『PEACH COMMAND 新桃太郎伝説』がテレビ東京系などで放送された。

## お供について
旅の途中では、イヌ、サル、キジが登場し、昔話の『桃太郎』のように「きびだんご」をあげることで仲間になる（『桃太郎伝説II』ではきびだんごがなくても仲間になる）。彼らにはいろいろな能力（作品によって異なる。以下に示すのはその一例）があり、移動中や戦闘中に桃太郎をサポートする。
お供がいると桃太郎の能力値が上がるが、お供が離れる特技の最中は一時的に下がってしまう。
イヌ
特技は、周辺に他のお供がいないかの調査や、足元を掘ってアイテムを見つけることなど。戦闘中は噛むことで攻撃に参加する。花咲かじいさんの飼い犬。
サル
特技は、舟を漕いだり、「きんとうん」を呼ぶことなど。戦闘中は引っ掻くことで攻撃に参加する。初代では、ある場所に立つ松の木に縛り付けられている。
キジ
特技は、周辺地形の偵察や、医者を呼んでくることなど。戦闘中はつつくことで攻撃に参加し、体力回復の術を桃太郎たちに使うこともある。つづらに閉じ込められていることが多い。

## 術について
このシリーズでは、一般的なRPGにおける「魔法」「MP」のことをそれぞれ「術」「技」と呼び、「術」を使う際は、一部を除き「技」を消費する。この「術」は、桃太郎や仲間（『桃太郎伝説II』、プレイステーション版）が仙人の庵で修行を受けることで会得できる。修行の内容は、「仙人と戦って勝利する」「長い話を聞く｣「巻物をさがす｣「10000両払う」など様々である。なお、『桃太郎伝説外伝』や『新桃太郎伝説』の桃太郎以外の仲間は「段」の上昇で会得する。以下、代表的な術の一部を紹介する。
きんたん（金丹）
体力を回復できる術。上位版として「せんきんたん」「まんきんたん」などがある。
ろっかく（鹿角）
敵全員に会心の一撃を与える強力な攻撃の術。最大技数の何割か（割合は作品によって異なる）を消費する。『外伝』の鹿角仙人は技数5で使用できる。
いなずま（稲妻）
稲妻を発生させる術。戦闘で敵を攻撃できるほか、道を塞ぐ岩を破壊できる。
ひえん（飛燕）
一度訪れたことのある村まで瞬時に移動できる術。『外伝』（ゲームボーイ版を除く）では地獄の他の階層に移動できる「じごくひえんの術」がある。
ふゆう（浮遊）
宙に浮かび、毒の沼地や穴の上を通過できるようになる術。

## システムの特徴
段が上がると体力・技が全回復する
段（レベル）が上がる際に体力と技が最大値まで回復する。このシステムは、後に他のゲームでも採用されている。
修行によって術を覚える
攻撃や回復など様々な効果をもたらす「術」は、仙人の修行を受けることで習得できる。修行内容は「戦闘に勝つ」「岩を108回叩く」「長話を聞く」など多岐にわたる。
といちや（十一屋）の存在
村や都の中には、道具やお金を預かってくれる「といちや」というお店がある。預けた道具やお金はどこの村・都のといちやからでも引き出すことができる。
お金を長く預けておくと利息をつけてくれるのが特徴で、1000両か100両単位（作品によって違う）で預けられ、1両から引き出せる。
第一作目ではお金を預ける場合に限り手数料を取られたが、それ以降の作品では無料となった。
経過時間が記録される
ゲームを開始してからの経過時間が記録されるようになっている。現在では経過時間が記録されるゲームは珍しくないが、桃伝シリーズでは早くからこのシステムを搭載していた。「つよさ」の画面を表示させることで時間の進行を一時的に止めることができる。
初代では、経過時間が年齢（2時間経過ごとに1歳ずつ歳をとる）で表示され、年齢が上がると「つよさ」の画面で表示される桃太郎のグラフィックが変化する。以降のシリーズでは秒単位（一部作品は分単位）で表示されるようになった。
「死」の概念の否定
本シリーズにおいて、桃太郎とその仲間たちは、立ち向かってくる鬼や魔物を1匹たりとも殺害することはない。相手の体力を0にすることは、本作ではすなわち「降参・改心させる（懲らしめる）」行為と位置づけられている。逆に、桃太郎たちが敵に倒されたり、毒の沼地などで体力が0になった場合も、「死亡」ではなく「怪我による戦闘不能」とみなされる（ただし、イベントによりフグ毒にあたり死亡するという表現はある）。
個性的な敵キャラクターの数々
桃伝シリーズに登場する敵キャラクターは、鬼、動物、妖怪などさまざまだが、見た目のみならず能力も個性的なものが多い。例として、クロガッパ（アイテムやお金を盗んでそのまま逃げ去る）、無無（相棒を倒さない限り無敵）、じゅむへんく（パーティの中で最も体力が低いキャラクターを集中攻撃する）などが挙げられる。
また、芸能人や時事ネタなどをパロディにしたギャグ敵が登場するのもシリーズの特徴である。例として、わかだいしょう（ヘビの敵「あおだいしょう」がギターを持っている。「若大将」（加山雄三）のパロディ）、あかおにホーマー（ボブ・ホーナーのパロディ）、きんぎんパールプレゼントのオニ（「きんのオニ」「ぎんのオニ」「パールのオニ」の色違い。ライオンの洗剤「ブルーダイヤ」のキャンペーンのパロディ）などがいる。こうしたギャグ敵の登場は『桃太郎伝説II』がピークで、以降のシリーズでは抑え気味になっている。『桃太郎伝説ターボ』と『II』のリメイク版である『桃太郎伝説1→2』ではギャグ敵のほとんどが削除されたり名前が変更されたりしている。
女湯
桃伝シリーズでは、女湯を覗けるイベントがお約束になっており、初代から続いている。「希望の都」の銭湯が定番スポットだが、覗く方法は作品ごとに異なる。作品によっては、ある術を使って女湯を見に行ったり、女湯が複数あったりする。また、『桃太郎電鉄』をはじめとする他のシリーズ作品にも女湯イベントがある。女湯のグラフィックはハード性能の向上と共にきれいなアニメ絵になっていき、PCエンジン版では乳首が描かれているものもある。さくまが『週刊少年ジャンプ』内で展開していた読者コーナー『ジャンプ放送局』やさくまが編集長を務めた雑誌『チョコバナナ』のイラスト投稿者が手掛けたこともあったが、後年は土居孝幸が描くようになった。
天の声
本シリーズでは、ゲーム再開時に用いるパスワードのことを「天の声」と呼び、村にある神社で聞くことができる。PCエンジンの外部記憶装置「天の声2」「天の声バンク」の名称はこの「天の声」が由来である。

## シリーズ作品
桃太郎伝説（ファミリーコンピュータ、X68000）
- シリーズ第1作目。
- ゲーム内で桃太郎の年齢が経過する（プレイ時間が2時間経過するごとに1歳ずつ年をとる）。
- 道具の使用方法は「つかう」「たべる」の二種類がある。回復アイテムは「たべる」を選ぶ必要があり、「つかう」を選ぶとアイテムを転がしてしまう。
- 装備の種類は「武器」「頭」「胴」「足」の他に「いでたち」がある。
- 以降のシリーズと異なり、術を教えてくれる仙人の名前がその術の名前ではない。
- 以降のシリーズと異なり、アイテムは質屋に行かないと売ることができない。
- 移動中、お供は表示されない。
- こちらの素早さよりも敵の素早さのほうが高いと先制攻撃される。物語の中盤以降は素早さの高い敵が多いため先制攻撃されやすい。なお、この仕様はリメイク版の『桃太郎伝説ターボ』でも残っている。
- さるかにの村の西にある洞窟の最奥で、桃太郎のおじいさんとおばあさんに成りすましたやまんば（『ターボ』ではじゃこつばばあ）の誘いに乗った場合は桃太郎の家に戻され、そこから再スタートになる。

桃太郎伝説ターボ（PCエンジン）
- ファミコン版『桃太郎伝説』の細部を変更の上移植。PCエンジンのHuカードソフト売り上げで歴代5位を記録し、HuカードソフトのRPGで最も売れたソフトとなった。
- 「天の声2」などの外部記憶機器を使うことで、データをセーブできるようになった。
- タイトルBGMは『スーパー桃太郎電鉄』のものが使われ、以後この曲が桃伝シリーズの曲として定着した。
- 装備の種類が「武器」「胴」「足」の3種類に変更された。以降のシリーズでも、『新桃太郎伝説』を除きこの形態が踏襲されている。
- 質屋が廃止され、どの店でもアイテムを売ることができるようになった。
- ひえんの術ですずめのお宿にも行けるようになった（ひえん仙人の修行で術を習得した後、天の仙人の修行を受ける必要がある）。
- 茨木童子（いばらきどうじ）はファミコン版では通常の敵キャラクターだったが、希望の都の中にある城内のボスに変更された。茨木童子を倒すと希望の都の宿代が1000両から50両の安値に変わる設定となった。
- さるかにの村の西にある洞窟の最奥にいるボスが、ファミコン版のやまんばからじゃこつばばあに変更され、やまんばはさるかにの村のボスになった。
- 勇気の胴と燕の子安貝の入手方法がファミコン版から変更され、簡易化された。

桃太郎伝説II（PCエンジン）
- 『桃太郎伝説ターボ』の続編。イベント、システム量が格段に増え、世界観をさらに広げた。
- この作品から本格的なパーティを組んでの冒険が始まる。
- PCエンジンの能力を活かした長蛇の列パーティを実現した。
- 自由に海上を移動できる船が登場。
- 兵具屋に「下取り」のシステムが登場し、装備品の更新が楽になった。
- 戦闘に「かばう」「オートバトル」などの新コマンドが追加された。
- 物理攻撃の命中率がすばやさに依存する仕様のため、すばやさが低い金太郎の物理攻撃の命中率が異常に低くなっている。

桃太郎伝説外伝（ゲームボーイ、PCエンジン、ファミリーコンピュータ）
- 『桃太郎伝説II』の続編で、桃太郎の仲間「夜叉姫」「浦島太郎」「貧乏神」が主人公の物語3作を収録した短編集。
- ゲームボーイ版のみ、覚える術の数と種類が若干違っている。
- ゲームボーイ版ではシリーズ初のバッテリーバックアップシステムが内蔵された。
- PCエンジン版ではシリーズで初めて戦闘時に背景イラストが表示され、メッセージウインドウの背景柄や色が変えられるようになった。
- PCエンジン版のみ『桃太郎伝説外伝 第1集』というタイトルだが、第2集以降は発売されていない。

新桃太郎伝説（スーパーファミコン）
- 『桃太郎伝説』の続編。PCエンジン版『桃太郎伝説II』を基に、さくまが構想していた『III』のシナリオを盛り込み発展させた内容。
- 前作までのコミカルな世界観から一転、格調高い和風の雰囲気とシリアスな物語性が強調されている。
- 過去の作品で馴染み深かった音楽が一部変更されている（戦闘曲やレベルアップ音など）。
- 既存キャラの設定が一部、変更されている。
- 装備の種類が初代にちなんで「武器」「頭」「胴」「足」の4種類になる。
- 自分の城を持ち、大勢の仲間を待機させることができる。3人まで連れ出し可能。
- 大勢の仲間たちにそれぞれイベント時のセリフが用意されている。
- 絶好調システムが登場。絶好調になると一時的に戦闘能力が上昇する。
- 戦闘中、天気によって仲間たちの状態や術の効果が変化する。
- 塔や洞窟以外では仲間たちは行列を作らずバラバラに移動する。
- フィールドマップが斜め上からの見下ろし型になった。
- 人気度システムが登場。桃太郎のさまざまな行いにより値が上下し、高くなるとメリットが、低くなるとデメリットが発生する。

桃太郎伝説（PlayStation、Windows）
- 物語は第一作目に準拠しているが、『II』及び『新』の要素も取り入れられ、パーティ制が採用されている。
- 音楽制作にはこれまでの関口和之に加え宮路一昭が参加している。宮路は桃鉄シリーズの『桃太郎電鉄HAPPY』以降にも関わっている。
- カードアルバムが導入された。敵や村人などから入手したカードを保存し、一定枚数貯まるごとにレアアイテムをもらえる。
- 弱い敵は心とお金を置いて逃げていってくれる。時々倍の心を手に入れることがある。
- 「はやあしの術」「いだてんの術」を習得することによって、移動中にダッシュができる。
- シリーズで初めて敵が派手にアニメーションするようになった。
- SONY側からの規制を受け、あしゅらのデザインが阿修羅像に近いものに変更され露出が減った。
- シリーズ内でも特に敵とのエンカウント率が異常に高い。

桃太郎伝説1→2（いちからに）（ゲームボーイカラー）
- 『桃太郎伝説ターボ』と『桃太郎伝説II』を一つのソフトとして移植。
- タイトルの通り両作が連動しており、先に『1』をクリアしないと『2』をプレイできない（言わば『1』が前編、『2』が後編の2部構成のような扱いとなっている）。セーブデータも共通で1つ。
- 原作よりも段が上がりやすく、お金も貯まりやすいように変更されている。
- 原作からギャグ敵の多くが削除され、一部の敵キャラクターの名前が変更されている。
- 買い物時、買った金額の10%がポイントになり、ポイントカードにポイントが貯まる。一定額以上買い物をするとカードのランクがアップする。盗難保険の役割もある。
- 『1』の世界で井戸の中に道具や装備品を一つ入れておくことができる。道具は『2』の世界の同じ井戸から取り出すことができる「タイムカプセルシステム」が搭載された。違う道具に変化する場合もある。
- 鬼を倒した時にカードを落とすことがある。手に入れたカードには鬼のステータスが載っており、鬼図鑑に鬼の名前が追加される。『1』と『2』では鬼の種類は別々になる。
- 『1』クリア時に46段以上だと『2』が始まる前にボーナスポイントがもらえ、ステータスに割り振れる。
- メッセージスピードの変更は不可能。
- このソフトの発売日は2001年1月1日で、21世紀になって初めて発売されたソフトとなった。

桃太郎まつり（ゲームボーイアドバンス）
- 『桃太郎伝説1→2』の後日談にあたる内容で、平和になった世界の各地を主人公の桃太郎が訪れる。
- 音楽担当は関口和之と宮路一昭。
- 従来のシリーズ作品のようにフィールドを移動して冒険するRPG的な要素はあるものの敵との戦闘はない。
- 作中の世界各地で行われているミニゲーム「ゆうぎ」をプレイすることが本作の主題となる。ゆうぎでの成績に応じて桃太郎に段位が与えられる。
- 世界各地で「桃太郎」の名を騙り悪事を働いている「柿太郎」（ニセ桃太郎）を巡るストーリが展開される。

桃太郎まつり 石川六右衛門の巻（PlayStation）
- ゲームボーイアドバンス用ソフト『桃太郎まつり』のバージョンアップ版。
- 音楽担当に池毅が参加。
- 複数プレイヤーによる対戦プレイが可能となり、パーティゲームとしても遊べるようになった。
- 「石川六右衛門」率いる「鬼面党」を巡るストーリーが追加されている他、昼と夜の概念が取り入れられており、アドバンス版とのシナリオの差異も存在する。

桃太郎伝説モバイル（iアプリ、S!アプリ、EZアプリ(B)）
- ファミコン版『桃太郎伝説』のリメイク。iアプリ版は2011年4月18日より、S!アプリ版は同年4月28日より、EZアプリ（B）版は同年8月11日より配信開始。前編・後編の2部構成でそれぞれ別売りとなっている。

## 主な登場人物

### メインキャラクター
桃太郎、お供、金太郎・浦島太郎・夜叉姫（『初代桃太郎伝説』及びそのリメイク作品を除く作品では必ず仲間になるキャラクター）。
桃太郎
本シリーズの主人公。愛と勇気の子。ちょんまげと桃印のはちまきが特徴。基本的に台詞を発することはないが、初代『桃太郎伝説』ではオープニングとエンディングに台詞があり、『桃太郎伝説外伝』では一脇役として他のキャラクターと会話をする。初代で冒険に旅立つ時点の年齢は6歳で、『桃太郎伝説II』では3年後、『新桃太郎伝説』では6年後の扱いとなっている。主な使用武器は「剣・刀」、防具は「胴」。最高装備は「勇気」の名を冠したものとなっている。身長は『新桃太郎伝説』では夜叉姫より若干高い設定だった（桃太郎が146cm、夜叉姫が144cm）が、桃太郎電鉄シリーズでは明らかに夜叉姫より低い。
お供（イヌ、サル、キジ）
桃太郎のお供。きびだんごを与えることによって仲間になる。パーティキャラクターではなくNPCとして桃太郎をサポートする。
金太郎
金太郎の村で生まれた力持ちの少年。糸目と頬の傷や赤地に黄色の円に「金」ないし「き」と書かれた腹掛けが特徴。ゲーム中ではわらじや足袋も装備できるが、アートワーク上では裸足でいることが多い。一人称は「オラ」で語尾に「～だど」などを付ける。術は使えないが高い体力と攻撃力を持ち、『新桃太郎伝説』などでは、体力を消費して繰り出す相撲技を得意とする。主な使用武器は「まさかり」、防具は「はらがけ」。最高装備は「希望」の名を冠したものとなっている。
浦島太郎
浦島の村で生まれた心優しい漁師の少年。結んだ黄土色（オレンジ色）の髪が特徴。ゲーム中の名前は、初代と『桃太郎伝説ターボ』を除き「うらしま」、または「浦島」と表記される。体力や攻撃力は低いが、回復などサポート用の術を得意とし、素早さも高い。『外伝』では「浦島伝説」において主役を務め、悪さをするタヌキ大王を懲らしめるために立ち上がる。主な使用武器は「モリ」、防具は「着物」。最高装備は「正義」の名を冠したものとなっている。
夜叉姫
地獄を治める鬼の王族の娘。緑色の目、斜め上に尖った耳、水色のロングヘアーや一本角が特徴。トラ柄（黄色と朱色）の振袖と赤い袴を、手首に白い輪のようなものを身に着けており、五芒星の飾りのついたかんざし（杖）を持っている。ゲーム中ではわらじも装備できるが、アートワーク上では足袋のみを身に着けていることが多い。好戦的な性格で桃太郎に興味を持ち戦いを挑むが、懲らしめられて改心し仲間になる。主な使用武器は「かんざし・杖（新桃伝）」、防具は「小袖・振袖」。最高装備は「愛」の名を冠したものとなっている。
作品によって出自が異なり、『桃太郎伝説II』『外伝』では地獄王の娘、『新桃太郎伝説』では伐折羅王（ばさらおう）の娘、プレイステーション版『桃太郎伝説』では桃太郎との初対面時に自ら「雪と氷を操る鬼の王族の一員」と名乗るのみで両親について言及はなく、えんまの部下にあたる立場となっている。
『外伝』では「夜叉姫伝説」において主役を務め、マンダラ王率いるマンダラ地獄の鬼たちから、鬼ヶ島と地獄を守るために戦う。「分身の術」「流れ星の術」など多彩な術の使い手。
『II』の1年後を描いた作品である『外伝』のPCエンジン版取扱説明書のライナーノーツによると、年齢は14歳。
桃鉄シリーズには『スーパー桃太郎電鉄II』でCOM操作の対戦相手として初登場し、『スーパー桃太郎電鉄III』以降は桃太郎と並んで進行役を務めるようになった。

### キーキャラクター
シリーズによってはパーティに加わったり、時には物語の要となる重要なキャラクター
かぐや姫
月の姫。鬼族の侵攻により囚われの身となる。『桃太郎活劇』では、丁半博打の壷振り役を務めている。
スリの銀次
希望の都に店を構える料亭「い志ゐ（いしい）」の息子だが、かぐや姫に振られて（彼女の前でオナラをしたのが原因）スリになってしまった。桃太郎と初めて会った際にある宝物を盗んでいくが、桃太郎に諭されて改心し、スリをやめる。
『桃太郎伝説II』ではNPCとして桃太郎の仲間に、『新桃太郎伝説』ではパーティメンバーの一人として仲間に加わる。GBA版『桃太郎まつり』では再びスリを行っており、サルに変装し桃太郎の持っていた「しんじつのカガミ」を盗んでいってしまう。
桃鉄シリーズでは、変装してプレイヤーのお金を盗むキャラクターとして登場。桃伝シリーズと桃鉄シリーズでは髷の形が異なり、桃伝シリーズでは頭部が月代になっている。
えんま大王
人間の支配を企む、鬼族のリーダー格。
初代『桃太郎伝説』で桃太郎に懲らしめられて改心するが、『桃太郎伝説II』ではそのことで地獄王に遠ざけられ、『新桃太郎伝説』ではカルラの策略により奈落の洞窟の牢に幽閉されてしまう。
あしゅら
自分の美しさに絶対の自信を持つ鬼。えんま大王の懐刀とも言われ頭も非常に良い。トレードマークは薔薇。全裸に絹をまとって局部だけ隠すというきわどいいで立ちをしている。
プレイステーション版では倫理チェックの都合で露出度が抑えられ、腕が6本ある阿修羅像に近いデザインに変更された。その後に発売された『桃太郎伝説1→2』では以前の姿に戻ったが、絹だけでなく腰巻も纏っている。
風神 / 雷神
えんま大王直属の部下。それぞれ風と雷を操る。
『新桃太郎伝説』では2体同時に相手することになる。『桃太郎伝説外伝』や『新桃太郎伝説』では、風神は回復系、雷神は攻撃系の術で仲間を支える。
天の仙人
他の仙人たちと同じく桃太郎に術を授ける存在だが、それ以外の場面でも折に触れて桃太郎たちに助言を与える。
地獄王／伐折羅王（新桃太郎伝説）
地獄を統括する鬼族の総大将。夜叉姫の父で、えんま大王の上官に当たる。えんまの説得に耳を貸さず、再度人間を支配すべく侵攻命令を出す。

貧乏神
モデルはさくまや土居が手掛けていた『ジャンプ放送局』のスタッフの1人だった榎本一夫。毎ターン1両ずつお金を盗んでいく。強化版に「せきひん（赤貧）」、「いちもんなし」がいる。
『桃太郎伝説外伝』では「貧乏神伝説」の主役として、人々からお金を巻き上げる銭王を懲らしめるために正義の盗みで戦う。また、『新桃太郎伝説』とプレイステーション版（「えのん」という名前で登場）では桃太郎の仲間に加わる。
桃鉄シリーズではプレイヤーにとりついてさまざまな不利益を与える役割で登場する。
『新桃太郎伝説』では条件を満たすとキングボンビーに変身し、『桃太郎まつり 石川六右衛門の巻』ではストーリーの進行上キングボンビーに変身する。

### お馴染みキャラ
物語に大きく関わることはないが、ほとんどのシリーズに顔を出すお約束キャラクターたち。
地蔵
「地蔵」は村や都の中、フィールド上など様々な場所におり、周辺に現れる敵の情報や攻略に必要な段の目安などを桃太郎に語りかける。また、『新桃太郎伝説』に登場する「地蔵菩薩」は、話し掛けるとセーブができるほか、次の段まで必要な心の数を教えてくれる。北の雪原地帯にいる「並び地蔵」は最も偉いとされる。
ウンチ
旅立ちの村の畑にいる生き物。人間の言葉を話す。『桃太郎伝説II』とプレイステーション版では仲間になる。『新桃太郎伝説』では登場せず、『桃太郎伝説外伝』ではゲームボーイ版のタイトル画面でのみ姿を見せる。
ドイン
モデルは土居孝幸。主に“安売り王”と称して浦島の村やほほえみの村で武器や道具を安値で販売している。中には売値より安く売られている物も。『桃太郎伝説外伝』ではオナラの村でオナラ病にかかってしまう。
福の神
モデルはさくまあきら。戦闘で登場すると桃太郎たちにお金やアイテムをくれる。上位版に「福の神キング」「福の神ゴッド」「大黒様」がいる。
天の邪鬼
『週刊少年ジャンプ』の元編集者で『ジャンプ放送局』も担当していた「マシリト」こと鳥嶋和彦がモデル。叶えて欲しい願い事を選ぶよう桃太郎たちに強制するが、どれを選んでも不利益を被る。初代と『桃太郎伝説ターボ』では毎ターン命乞いをするが、絶対に拒否できず、受け入れると騙し打ちで攻撃する（後作と違い倒すことは可能）。攻撃時の台詞「ボツ！」は鳥嶋の口癖として知られる。
ましら
サルの姿をした鬼。『桃太郎伝説II』で初登場。配下のブルーモンキーズと共に、下手な歌（しかし本人たちは上手いと思っている）を歌って聞かせたり、村人たちが楽しみにしているだじゃれ大会をできないようにしてほほえみの村の人々を困らせる。『新桃太郎伝説』では改心後に仲間に加わる。戦闘の際は鍵盤を用い、鳴らした3音の組み合わせで様々な効果をもたらす。『桃太郎伝説外伝』では、金太郎の村の村祭りで歌唱を披露している。桃鉄シリーズでもライブイベントで登場するが下手な歌は健在で、出てくると損害を出してしまう。会話には音楽用語が必ず入る。
ユキだるま
作品によって姿が異なるが、初期作品での容姿はポニーテールで太い眉毛をしている。モデルは斉藤由貴。雪原地方などで登場し、桃太郎たちにちょっといいことをして去っていく。
黒河童（クロガッパ）
鬼の爪痕に生息する妖怪。桃太郎たちのお金や持ち物を根こそぎ奪った末に逃走する。キュウリが大好物で、桃太郎たちの道具袋にキュウリが入っていると真っ先にそれを盗み、我を忘れて食べ続ける。

## 世界観
桃太郎伝説の世界は鬼が島を囲むように5つの大陸があり、その地形はシリーズを通してほとんど変化がない。おとぎ話に関連する村が多く登場し、作品ごとに登場する村は若干異なる。
代表的な村
花と木の国
旅立ちの村
桃太郎の生家のそばにある村。名前の通りこの村で旅立ちの仕度をすることになる。
おむすび村
『おむすびころりん』の舞台。主にネズミが住んでいる。初めて入る際には穴におにぎりを投げ入れる必要がある。
花咲かの村
『花咲かじいさん』の舞台。花咲かじいさんとイヌ、そして意地悪なじいさんが住んでいる。名物は桜の木。
冬と星の国
金太郎の村
『金太郎』の舞台。神社の裏を進むと足柄山がある。お祭りが名物。
浦島の村
『浦島太郎』の舞台。近くの海底に竜宮城がある。若返りの泉が名物。
寝太郎の村
『三年寝太郎』の舞台。村を東西に分ける橋があり、寝太郎はそこでよく寝ている。『桃太郎伝説II』では橋がない。
ほほえみの大地
ほほえみの村
村人全員がダジャレ好き。「天下一ダジャレ大会」が開催される。初代では、ある場所で紹介状をもらわないと入れない。
希望と絶望の国
希望の都
世界最大の都。中央には五重塔がそびえ、料亭や銭湯などの名所がある。
サルカニの村
『さるかに合戦』の舞台。お供のサルはこの村出身。
愛と勇気の国
竹取りの村
『かぐや姫（竹取物語）』の舞台。周囲を竹林に囲まれている。かぐや姫が暮らす家がある。

すずめのお宿
『舌切り雀』の舞台。村や都の他に「すずめのお宿」という集落が点在する。村から離れた場所にあることが多く、中継地点の役割も果たしている。ここではすずめ達が茶店や宿屋を営業しているほか、くじ引きのできる「すずめのつづら屋」というお店もあり、貴重な道具を安く入手できることもある。基本的にはセーブができないが、『桃太郎伝説外伝』と『新桃太郎伝説』では地蔵（地蔵菩薩）に話し掛けることでセーブができる。
ギャグ敵の登場エリア
ほほえみの村周辺や花咲かの村周辺（『桃太郎伝説II』やプレイステーション版のみ）には、芸能人や時事ネタをパロディにしたり、コミカルな攻撃をしてきたりするギャグ敵が登場するエリアがある。そこには樹木や花畑によってそれぞれ「アホ！」「ギャグ命」の文字がかたどられている。
鬼の爪痕
鬼の爪で切り裂かれたように地形が入り組んだ湿地帯。桃太郎たちのお金や道具を盗む妖怪、黒河童が生息する。
鬼が島
世界の中央に位置する、鬼の頭部のような形をした島。地中には地獄の世界が広がっている。えんま大王など鬼族の幹部が控える。『桃太郎伝説II』では地形が楕円形になり、地表が灰色の更地と化している。『桃太郎外伝』では再び鬼の頭の形に戻り、地表に緑が戻っている。

## エピソード
- さくまと土居は当時、『週刊少年ジャンプ』内で読者ハガキコーナー『ジャンプ放送局』を連載しており、土居が記事の隅に落書き感覚で描いていた桃太郎・金太郎・浦島太郎の“太郎ズ（3太郎）”が桃太郎シリーズに登場する桃太郎・金太郎・浦島太郎の原案となった。土居が「誌面では活かしきれず僕としては失敗キャラだ」と思っていた反面、さくまは「ゲームの方で使えるんじゃないか」と考えており、さくまの元にゲームの企画の話がきたことがきっかけで初代『桃太郎伝説』が作られた[12]。
- さくまは『ドラゴンクエスト』の生みの親である堀井雄二の友人であることから「二匹目のドジョウ」狙いで依頼されたと後に語っており、堀井にRPG製作の手ほどきを受けながら初代『桃太郎伝説』は製作された。
- さくまは本作品の企画をどこのゲーム会社に持ち込むかと悩んでいたとき、失敗してもジャンプ放送局のネタになるし、作っても失敗するならいい思いをしようと、「本社が北海道にあり、うまいカニとウニとイクラが食べられるから」という理由でハドソンに決めたという。その後代理店の担当者にハドソンに決定したことを報告したところ、「さくまさん、お目が高い。あそこは技術力があるから。」と言われたという[13]。また関口和之を制作に誘う際に「北海道でカニ食わせてやるから」と口実にしていた[13]。
- 『マル勝ファミコン』の連載エッセイに、ハドソンに提出した企画書はわずか8ページの内容であったと記している。
- ファミコン版の『桃太郎伝説』と『桃太郎電鉄』はそれぞれ制作期間が3か月であったという[13]。
- さくまは当初『新幹線殺人事件』というゲームを製作していたが、デザイナーの土居は乗り物や機械を描くのが苦手であったため、そうした要素が登場しないものとして、昔話の『桃太郎』を提案した[14]。
- ファミコン版『桃太郎伝説』の開発時、『ジャンプ放送局』内で特集コーナーを設け、読者からゲームに活用できるアイデアを募った。また『ABブラザーズのオールナイトニッポン』内でも同様にリスナーからアイデアを募集し、採用者の名前がエンドクレジットで紹介された。
- さくまは『桃太郎伝説』のゲームデザインにあたって、クリスタルソフトの『夢幻の心臓』を参考にした事を明らかにしている[15]。
- ファミコン版『桃太郎伝説』の開発当時、広告代理店勤務でハドソン担当だった桝田省治が仕様書を受け取りにさくまの元を訪れた際、さくまはポケットから紙幣を取り出し、「これでファミコンとドラクエを買ってきて調べてよ」と言って桝田に戦闘ルーチンを作らせた[16]。これ以降、桝田は初期の桃伝、桃鉄シリーズの開発に関わることになる。
- ファミコン版『桃太郎伝説』では桃太郎の「体」値が小さいと戦闘で敵に与えるダメージが減少する仕様だった。
- さくまによると、ファミコン版『桃太郎伝説』の戦闘でお供が自主的に行動するプログラムは、RPGの戦闘でNPCにAIが搭載された初めてのケースである[17]（ファミコン版『桃太郎伝説』の発売日は1987年10月26日）。
- ファミコン版『桃太郎伝説』制作時「アイテム名などの長さは8文字まで」というプログラム上の制約があったが、「きんぎんパールプレゼント[注 2]のオニ」というギャグのために特別のプログラムが組まれた[18]。
- 中世RPGにおける「銅の剣」や時代劇における「妖刀村正」のような、昔話のイメージに合う武具名がなかなか思いつかず、発売1週間前まで悩んだ末につけた初代の「飛竜の剣」「鳳凰の剣」や月の満ち欠けの名称を用いた『ターボ』の「新月の剣」「十六夜の剣」などは、等級表現が分かりにくく混乱を招いていた。ある時、さくまが読んでいた歴史の本で「岩切の剣」という記述を発見、かつて日本では切れる物の硬さで等級を表していたことを知り、『II』以降のシリーズでは「木の葉切りの剣」「岩切りの剣」などの武具名になった[18]。
- ファミコン版『桃太郎伝説』の続編として、当初、「桃太郎セブン」という少年が主人公のSF作品が計画されていた。アニメや戦隊もののパロディを多く取り入れ開発途中の画面写真も公開されていたが、1990年の春前に開発中止を決定。その後、前作の路線を踏襲する形で開発が進み、年末の1990年12月22日に『桃太郎伝説II』が発売された[19]。
- さくまが大洋ホエールズ（現・横浜DeNAベイスターズ）のファンであることから、初期の桃伝シリーズでは大洋のネタが度々登場する。
- イラスト担当の土居は斉藤由貴の大ファンであることを公言しており、それが「ユキだるま」のデザインにも反映されている。
- 当時の広告の一部には「類似品が出回っております。ご注意ください。」という注意書きが添えられていてセルフパロディとなっていた。
- さくまによると、ファミコン版『桃太郎伝説』と『桃太郎電鉄』の元データ（プログラム）はハドソン側で保管されていたはずが、本社の移転などを繰り返していた影響から紛失してしまい[20]、ハドソンの吸収合併先のコナミデジタルエンタテインメント（KDE）を含めて、完全な形での復刻が難しい状況となっている。また、他の桃太郎シリーズ作品も『桃太郎電鉄11』以前のプログラムはハドソンによって廃棄されたため、リメイクができないと回答している[21]。また、桃太郎伝説シリーズは、桃太郎電鉄シリーズとは異なり、KDEからの発売・移植歴がない[22]。
- PCエンジンのデータ管理ソフト「天の声バンク」には『桃太郎伝説ターボ』の効果音が多用されている。

## サウンドトラック
- 桃太郎電蓄 （1988年 ファンハウス） - 桃伝と桃鉄の曲をメドレー形式で収録
- 桃太郎電蓄II 古典的名盤 （1991年 ファンハウス） - 桃伝と桃鉄の曲をオーケストラアレンジ
- 新桃太郎伝説 （1994年 ビクターエンタテインメント） - 『新桃太郎伝説』のゲーム内の曲を収録したCD2枚と楽団によるアレンジ曲を収録したCD1枚のセット
- dreampiece ベリー・ベスト・オブ 桃太郎伝説＆桃太郎電鉄 （2002年 コナミミュージックエンタテインメント） - 初期の桃伝・桃鉄の曲を収録

## 書籍
ゲームブック
- 冒険ゲームブックシリーズ（双葉社）
  - 桃太郎伝説 愛と勇気のオニ退治 （1987年 大出光貴、竹田明 / スタジオ・ハード） ISBN 4-575-76052-8
  - 桃太郎伝説スペシャル 雪の女王に挑戦! （1990年 大出光貴 / スタジオ・ハード） ISBN 4-575-76154-0
  - 桃太郎伝説II 地獄王現る! （1990年 大出光貴 / スタジオ・ハード） ISBN 4-575-76167-2

小説
- 桃太郎伝説 BUNKO版 （1989年 沙藤樹 角川書店 角川文庫） ISBN 4-04-460501-7
- 新桃太郎伝説 上下巻 （1996年 浜崎達人 小学館 スーパークエスト文庫） ISBN 4-09-440451-1, ISBN 4-09-440452-X

漫画
- かなり桃たろう （1999年 玉井たけし 小学館） ISBN 978-4091423740

その他
- 桃太郎秘伝 上下巻 （1991年 みのり書房）

さくまあきらが桃伝シリーズを題材にしながらRPG作りのノウハウを説明する漫画本。絵は薮野てんや。
- 土居孝幸アートワークス DOIN'S （2010年 樹想社発行 銀河出版発売） ISBN 978-4-87777-095-2

キャラクターデザインを手掛けた土居孝幸の画集。桃太郎シリーズ（桃太郎伝説・桃太郎電鉄）のイラストやジャンプ放送局に使用された土居のイラストが収録されている。本シリーズからは主に『PS版桃太郎伝説』～『桃太郎まつり 石川六右衛門の巻』に使用されたイラストが収録されている。